# Let's Go Native
Let's Go Native is een Amerikaanse muziekfilm uit 1930 onder regie van Leo McCarey.

## Verhaal
De kledingontwerpster Joan Wood zit diep in de schulden. Ze heeft de kostuums ontworpen voor een theatervoorstelling op Broadway, die wordt geëxporteerd naar Argentinië. Door een vergissing ontvangt ze het geld in Buenos Aires in plaats van New York. Joan heeft een relatie met Wally Wendell, maar zijn vader wil liever dat hij trouwt met Constance Cook. Zij is een van de passagiers op het schip waarmee Joan en Wally naar Buenos Aires reizen.

## Rolverdeling
| Acteur             | Personage            |
| ------------------ | -------------------- |
| Jack Oakie         | Voltaire McGinnis    |
| Jeanette MacDonald | Joan Wood            |
| Richard Gallagher  | Koning Jerry         |
| James Hall         | Wally Wendell        |
| William Austin     | Basil Pistol         |
| Kay Francis        | Constance Cook       |
| David Newell       | Kapitein Williams    |
| Charles Sellon     | Wallace Wendell sr.  |
| Eugene Pallette    | Hulpsheriff Cuthbert |

## Filmmuziek
- It Seems to Be Spring
- Let's Go Native
- My Mad Moment
- I've Gotta Yen for You
- Joe Jazz
- Pampa Rose
- Don't I Do?